# Самуель Лавринчик
Самуель Лавринчик (словац. Samuel Lavrinčík, нар. 10 липня 2001, Братислава) — словацький футболіст, півзахисник клубу «Ружомберок». Виступав також за клуб «Тренчин» та молодіжну збірну Словаччини. Володар Кубка Словаччини.

## Клубна кар'єра
Самуель Лавринчик народився 2001 року в місті Братислава, та є вихованець футбольної школи місцевого клубу «Слован». У 2019 році розпочав грати за другу команду команду клубу «Слован», проте до першої команди не пробився, і в 2021 році перейшов до клубу «Тренчин», де став гравцем основного складу команди.
З 2023 року Лавринчик грає в складі клубу «Ружомберок», у складі якого в сезоні 2023—2024 років став володарем Кубка Словаччини.

## Виступи за збірні
У 2017 року Самуель Лавринчик дебютував у складі юнацької збірної Словаччини, загалом на юнацькому рівні взяв участь у 7 іграх, відзначившись 2 забитими голами.
Протягом 2021—2022 років Лавринчик грав у складі молодіжної збірної Словаччини. На молодіжному рівні зіграв у 5 офіційних матчах.

## Титули і досягнення
- Володар Кубка Словаччини (1):

«Ружомберок»: 2023–2024